# アクシデント (曲)
「アクシデント (ACCIDENT)」は、TM NETWORKの3枚目のシングル。1985年5月22日に発売された。

## 背景
アルバム『CHILDHOOD'S END』の先行シングル。当初『CHILDHOOD'S END』発売後にシングルカットする予定だったが、仕上がりが前作『RAINBOW RAINBOW』との中間に収まっていたのでワンクッション入れるために先行シングルになった。

## 制作
作詞は松井五郎が担当している。その影響もあり、ニューミュージック寄りの曲になった。シングル・ヴァージョンはアルバム・ヴァージョンと異なり、イントロはドラムのフィルインから始まり、アルバム・ヴァージョンの表題曲「CHILDHOOD'S END」との重複がないヴァージョンである。リフレインの前の間奏、アウトロもアルバム・ヴァージョンより短くなっている。
サビの締めでボーカルが重なる箇所があり、収録音源では（編集により）宇都宮隆が1人で歌唱しているが、現実には再現不可能なため、ライブなどでは木根尚登との連携で歌唱している。2014年リリースのリプロダクション・アルバム『DRESS2』収録の2014ヴァージョンでは、ライヴと同じく宇都宮と木根との連携で収録されている。

## ミュージック・ビデオ
ミュージック・ビデオは、野外で夜中から朝の間に撮影。レーザービームを使用、フィルムコンサートで上映されるのを想定した映像・演出を施した。ストーリーは、「夜に月の光が当たる森でメンバー3人が演奏していると、その森に住んでいる人間の子供とも妖精ともつかない種族の群れが出てきて、一緒に歌ったり遊んだりする」設定である。

## 収録曲
| 全作曲: 小室哲哉。 |                             |           |            |                                      |      |
| #                  | タイトル                    | 作詞      | 作曲・編曲 | 編曲                                 | 時間 |
| A.                 | 「アクシデント (ACCIDENT)」 | 松井五郎  | 小室哲哉   | 小室哲哉 久保こーじ [ 注釈 1 ] [ 1 ] | 4:33 |
| B.                 | 「FANTASTIC VISION」        | 小室哲哉  | 小室哲哉   | 小室哲哉                             | 5:27 |
| 合計時間:          | 合計時間:                   | 合計時間: | 合計時間:  | 10:00                                |      |

## 収録アルバム
アクシデント (ACCIDENT)
- CHILDHOOD'S END （アルバム・ヴァージョン）
- TMN final live LAST GROOVE 5.18 （ライブ・ヴァージョン）
- TIME CAPSULE all the singles
- BEST TRACKS ～A message to the next generation～
- TAKASHI UTSUNOMIYA THE BEST 2000-2004 （ライブ・ヴァージョン）
- TM NETWORK THE SINGLES 1
- TM NETWORK ORIGINAL SINGLES 1984-1999
- TM NETWORK ORIGINAL SINGLE BACK TRACKS 1984-1999 （オリジナル・カラオケ）
- DRESS2 （ACCIDENT 2014）
- Gift from Fanks M
- 40th FANKS intelligence Days 〜STAND 3 FINAL〜（ライヴ・ヴァージョン）
- 40th FANKS intelligence Days 〜YONMARU〜（ライヴ・ヴァージョン）

FANTASTIC VISION
- CHILDHOOD'S END
- THE LEGEND TM NETWORK
- TM NETWORK ORIGINAL SINGLES 1984-1999
- TM NETWORK ORIGINAL SINGLE BACK TRACKS 1984-1999 （オリジナル・カラオケ）
- Gift from Fanks M
- ELECTRIC PROPHET （ライヴ・ヴァージョン）